# 熊宜敬
熊宜敬（1956年1月22日—），中華民國台灣藝術學者、文字工作者及策展人，現為長榮大學書畫學系教授、《藝術收藏+設計》月刊專欄作者暨策展藝評人；曾任中華文物學會理事、《經濟日報》「藝術鑑藏」版主編、《典藏藝術雜誌》創刊主編等職務。其專長為水墨畫賞析研究、藝術市場研究、中國歷代書畫賞析、當代藝術，並長期關注兩岸傳統書畫教育及藝術產業。

## 生平
熊宜敬就讀中國文化大學美術系，畢業後在聯合報任職，於閒暇時間進行藝術創作。
1992年，由「財訊」集團支持，獲劉良佑教授支持及督導，熊宜敬擔任《典藏藝術雜誌》創刊主編，首開兩岸針對「藝術投資」耕耘的媒體。

## 著作
- 筆歌墨舞抒情寫意，典藏藝術家庭 2002，ISBN 9789868010567
- 渡海來台書畫名家系列二：筆精墨妙氣雅韻深－TIEASU31，典藏 2006，ISBN 9789867519832
- 周澄、熊宜敬，台灣名家美術100水墨：周澄，香柏樹文化科技 2009，ISBN 9789867597441
- 王耀庭、熊宜敬，台灣名家美術100水墨：陶晴山，香柏樹文化科技 2009，ISBN 9789867597458
- 高逸‧奇趣‧吳學讓，藝術家 2013，ISBN 9789860381610
- 蘭陽情筆墨緣：周澄‧藝術天地懷抱古今，宜縣文化局 2019，ISBN 9789865418113